# بيت الهمزة (النادرة)
بيت الهمزة هي إحدى قرى عزلة شريح بمديرية النادرة التابعة لمحافظة إب، بلغ تعداد سكانها 167 نسمة حسب تعداد اليمن لعام 2004.
تقع بيت الهمزة على منطقة جبلية وبعد جبل المصنعة هو الأكثر أهمية عسكريا حيث كان جبل المصنعة مركز استراتيجي أثناء الجبهات الداخلية في اليمن 
قرية بيت الهمزة تعد الموطن الأصلية لقبيلة بيت الهمزة التي هي الموطن الرسمي للعلامة السيد قاسم ناجي أحمد ناجي الهمزة 